# Kubok SSSR 1958
La Kubok SSSR 1958 fu la 18ª edizione del trofeo. Vide la vittoria finale dello Spartak Mosca, al suo sesto titolo, che vinse in finale contro la Torpedo Mosca.

## Formula
Come negli anni precedenti il torneo era diviso in due fasi: una fase preliminare, che vedeva coinvolte solo le squadre di Klass B 1958 (seconda serie sovietica) ed una seconda che vedeva l'ingresso in campo delle formazioni della Klass A 1958.
Nella prima fase parteciparono tutte le 94 squadre di Klass B: esse erano divise in sei gruppi su base geografica, che rispecchiavano esattamente i sei gruppi in cui era ripartita la Klass B 1958. Ciascuno dei sei gruppi era organizzato in quattro turni (ottavi, quarti, semifinali e finali) ad eliminazione diretta in partite di sola andata, con 16 squadre partecipanti, tranne la Zona 6 che vedeva in lizza solo 14 squadre, due delle quali ammesse direttamente ai quarti. I vincitori delle finali delle zone 1, 2, 3 e 4 dovevano affrontare un ulteriore turno di play-off, mentre le vincitrici delle zone 5 e 6 erano ammessi direttamente alla fase finale.
Nella seconda fase alle quattro ammesse si unirono le 12 formazioni di Klass A: furono disputati altri quattro turni (ottavi, quarti, semifinali e finali) sempre ad eliminazione diretta ed in partite di sola andata; in tutti i turni vigeva la regola che, in caso di pareggio, fossero disputati i supplementari; in caso di ulteriore pareggio la gara veniva ripetuta il giorno successivo.

## Fase preliminare

### Zona 1

#### Ottavi di finale
Le partite furono disputate tra il 2 e il 5 luglio 1958.
| Squadra 1               | Risultato   | Squadra 2                   |
| ----------------------- | ----------- | --------------------------- |
| Torpedo Taganrog        | 3 – 1       | SKVO Odessa                 |
| Zenit Iževsk            | 4 – 1       | Lokomotiv Saratov           |
| Iskra Kazan'            | 3 – 1       | Voronež                     |
| Energija Volžskij       | 0 – 2       | Dinamo Kirov                |
| Avangard Nikolaev       | 0 – 2       | Spartak Cherson             |
| Zvezda Kirovohrad       | 4 – 0       | Torpedo Gorky               |
| Traktor Stalingrado     | 2 – 3       | Dinamo Ul'janovsk           |
| Trudovye rezervy Lipeck | 1 – 3 (dts) | Trudovye Rezervy Leningrado |

#### Quarti di finale
Le partite furono disputate tra il 6 e l'8 luglio 1958.
| Squadra 1        | Risultato | Squadra 2                   |
| ---------------- | --------- | --------------------------- |
| Spartak Cherson  | 0 – 2     | Zvezda Kirovohrad           |
| Dinamo Kirov     | 3 – 1     | Iskra Kazan'                |
| Zenit Iževsk     | 6 – 3     | Dinamo Ul'janovsk           |
| Torpedo Taganrog | 4 – 1     | Trudovye Rezervy Leningrado |

#### Semifinali
Le partite fu giocata il 13 luglio 1958.
| Squadra 1        | Risultato | Squadra 2         |
| ---------------- | --------- | ----------------- |
| Zenit Iževsk     | 1 – 0     | Dinamo Kirov      |
| Torpedo Taganrog | 2 – 0     | Zvezda Kirovohrad |

#### Finale
Le partite furono disputate il 27 luglio 1958.
| Squadra 1        | Risultato | Squadra 2    |
| ---------------- | --------- | ------------ |
| Torpedo Taganrog | 2 – 0     | Zenit Iževsk |

### Zona 2

#### Ottavi di finale
Le partite furono disputate tra l'1 e il 4 luglio 1958.
| Squadra 1                 | Risultato | Squadra 2              |
| ------------------------- | --------- | ---------------------- |
| Metalurh Zaporižžja       | 2 – 0     | Avangard               |
| Znamja Truda              | 1 – 0     | Chimik Jaroslavl'      |
| Trudovi Rezervy Luhans'k  | 6 – 2     | Trudovye Rezervy Kursk |
| Raketa Gorkiy             | 3 – 1     | Tekstilščik Ivanovo    |
| Kolchoznik Poltava        | 8 – 1     | Rostsel'maš            |
| Avangard Charkiv          | 2 – 3     | SKChF Sebastopoli      |
| Metallurg Dnipropetrovs'k | 2 – 1     | Trud Stalinogorsk      |
| Chimik Dneprodzeržinsk    | 1 – 2     | Kolchoznik Čerkasy     |

#### Quarti di finale
Le partite furono disputate tra il 6 e il 10 luglio 1958.
| Squadra 1           | Risultato   | Squadra 2                 |
| ------------------- | ----------- | ------------------------- |
| Znamja Truda        | 3 – 0       | SKChF Sebastopoli         |
| Kolchoznik Čerkasy  | 2 – 1       | Raketa Gorkiy             |
| Metalurh Zaporižžja | 3 – 2       | Trudovi Rezervy Luhans'k  |
| Kolchoznik Poltava  | 1 – 3 (dts) | Metallurg Dnipropetrovs'k |

#### Semifinali
Le partite furono disputate il 14 luglio 1958.
| Squadra 1                 | Risultato   | Squadra 2           |
| ------------------------- | ----------- | ------------------- |
| Znamja Truda              | 4 – 1       | Metalurh Zaporižžja |
| Metallurg Dnipropetrovs'k | 1 – 0 (dts) | Kolchoznik Čerkasy  |

#### Finale
La partita fu giocata il 20 luglio 1958.
| Squadra 1    | Risultato | Squadra 2                 |
| ------------ | --------- | ------------------------- |
| Znamja Truda | 2 – 0     | Metallurg Dnipropetrovs'k |

### Zona 3

#### Ottavi di finale
Le partite furono disputate tra il 9 giugno e il 5 luglio 1958.
| Squadra 1          | Risultato   | Squadra 2       |
| ------------------ | ----------- | --------------- |
| Spartak Stanislav  | [ 2 ]       | Dünamo Tallinn  |
| Daugava Rīga       | 3 – 1       | Spartak Užhorod |
| Spartak Vilnius    | 1 – 0       | Spartak Minsk   |
| SKVO Leopoli       | 5 – 2       | Volga Kalinin   |
| Kolchoznik Rivne   | 2 – 1       | LTI Leningrado  |
| Čornomorec'        | 2 – 1 (dts) | Urožaj Minsk    |
| Trud Gluchovo      | 2 – 1 (dts) | Baltika         |
| Lokomotyv Vinnycja | 3 – 1       | SKVO Kiev       |

#### Quarti di finale
Le partite furono disputate tra il 6 e il 9 luglio 1958.
| Squadra 1          | Risultato   | Squadra 2         |
| ------------------ | ----------- | ----------------- |
| Daugava Rīga       | [ 3 ]       | Spartak Vilnius   |
| Kolchoznik Rivne   | 2 – 1       | Čornomorec'       |
| SKVO Leopoli       | 5 – 3 (dts) | Spartak Stanislav |
| Lokomotyv Vinnycja | 2 – 1       | Trud Gluchovo     |

#### Semifinali
Le partite furono disputate il 15 luglio 1958.
| Squadra 1          | Risultato | Squadra 2        |
| ------------------ | --------- | ---------------- |
| Lokomotyv Vinnycja | 4 – 2     | Daugava Rīga     |
| SKVO Leopoli       | 4 – 0     | Kolchoznik Rivne |

#### Finale
La partita fu giocata il 20 luglio 1958.
| Squadra 1          | Risultato | Squadra 2    |
| ------------------ | --------- | ------------ |
| Lokomotyv Vinnycja | 0 – 1     | SKVO Leopoli |

### Zona 4

#### Ottavi di finale
Le partite furono disputate tra il 29 giugno e il 10 luglio 1958.
| Squadra 1           | Risultato   | Squadra 2             |
| ------------------- | ----------- | --------------------- |
| Lokomotiv Artemovsk | 2 – 1       | Šachtër Šachty        |
| Lokomotiv Kutaisi   | 1 – 0       | Metallurg Stalingrado |
| Temp Machačkala     | 1 – 0       | Spartak Erevan        |
| Širak Leninakan     | 0 – 1       | Burevestnik Tbilisi   |
| Šachtar Kadiïvka    | 1 – 2       | SKVO Rostov           |
| SKVO Tbilisi        | 5 – 3       | Spartak Stavropol'    |
| Trud Astrachan'     | 0 – 2       | Terek Groznyj         |
| Neftyanik Baku      | 1 – 2 (dts) | Kuban'                |

#### Quarti di finale
Le partite furono disputate tra il 7 e il 14 luglio 1958.
| Squadra 1           | Risultato | Squadra 2           |
| ------------------- | --------- | ------------------- |
| Lokomotiv Kutaisi   | 2 – 1     | Lokomotiv Artemovsk |
| SKVO Rostov         | 4 – 3     | Temp Machačkala     |
| Terek Groznyj       | 2 – 1     | SKVO Tbilisi        |
| Burevestnik Tbilisi | 2 – 1     | Kuban'              |

#### Semifinali
Le partite furono disputate il 18 luglio 1958.
| Squadra 1     | Risultato | Squadra 2           |
| ------------- | --------- | ------------------- |
| SKVO Rostov   | 2 – 0     | Burevestnik Tbilisi |
| Terek Groznyj | 2 – 0     | Lokomotiv Kutaisi   |

#### Finale
La partita fu giocata il 22 luglio 1958.
| Squadra 1   | Risultato | Squadra 2     |
| ----------- | --------- | ------------- |
| SKVO Rostov | 3 – 0     | Terek Groznyj |

### Zona 5

#### Ottavi di finale
Le partite furono disputate tra il 22 giugno e il 23 luglio 1958.
| Squadra 1              | Risultato | Squadra 2                  |
| ---------------------- | --------- | -------------------------- |
| Shahter Qaraǵandy      | 2 – 0     | Тrudovye rezervy Tashkent  |
| Metallurg Magnitogorsk | 3 – 1     | Metallurg Nižnij Tagil     |
| Spartak Frunze         | 2 – 1     | Qairat                     |
| Pamir Leninabad        | 0 – 1     | Kolchozči Aşgabat          |
| Paxtakor               | 3 – 0     | Chosilot Stalinabad        |
| Lokomotiv Chelyabinsk  | 3 – 1     | Devon Ufa                  |
| Khimik Berezniki       | 2 – 6     | SKVO Sverdlovsk            |
| Zvezda Perm'           | 1 – 2     | Mašinostroitel' Sverdlovsk |

#### Quarti di finale
Le partite furono disputate il 26 e il 27 luglio 1958.
| Squadra 1              | Risultato | Squadra 2                  |
| ---------------------- | --------- | -------------------------- |
| Spartak Frunze         | 2 – 1     | Shahter Qaraǵandy          |
| Paxtakor               | 3 – 0     | Kolchozči Aşgabat          |
| Metallurg Magnitogorsk | 0 – 2     | Mašinostroitel' Sverdlovsk |
| Lokomotiv Chelyabinsk  | 3 – 5     | SKVO Sverdlovsk            |

#### Semifinali
Le partite furono disputate tra l'1 e il 6 agosto 1958.
| Squadra 1                  | Risultato | Squadra 2       |
| -------------------------- | --------- | --------------- |
| Mašinostroitel' Sverdlovsk | 2 – 0     | SKVO Sverdlovsk |
| Spartak Frunze             | 0 – 1     | Paxtakor        |

#### Finale
La partita fu giocata il 20 agosto 1958.
| Squadra 1 | Risultato | Squadra 2                  |
| --------- | --------- | -------------------------- |
| Paxtakor  | 2 – 2     | Mašinostroitel' Sverdlovsk |

### Zona 6

#### Ottavi di finale
Le partite furono disputate tra il 2 e il 6 luglio 1958.
| Squadra 1              | Risultato   | Squadra 2             |
| ---------------------- | ----------- | --------------------- |
| Urožaj Barnaul         | [ 6 ]       | Lokomotiv Ulan-Ude    |
| Luč Vladivostok        | 2 – 0       | Lokomotiv K.N.A.      |
| SKVO-Chabarovsk        | 2 – 0       | Lokomotiv Svobodny    |
| Sibsel'maš Novosibirsk | 2 – 4       | Lokomotiv Krasnojarsk |
| Chimik Kemerovo        | 1 – 2 (dts) | Тomič Tomsk           |
| Ėnergija Irkutsk       | 2 – 1       | SKVO Čita             |

#### Quarti di finale
Le partite furono disputate il 10 e l'11 luglio 1958.
| Squadra 1        | Risultato | Squadra 2             |
| ---------------- | --------- | --------------------- |
| Urožaj Barnaul   | 6 – 1     | Metallurg Stalinsk    |
| Тomič Tomsk      | 0 – 1     | Ėnergija Irkutsk      |
| Lokomotiv K.N.A. | 0 – 1     | SKVO-Chabarovsk       |
| Irtyš Omsk       | 1 – 2     | Lokomotiv Krasnojarsk |

#### Semifinali
Le partite furono disputate il 15 luglio 1958.
| Squadra 1             | Risultato   | Squadra 2       |
| --------------------- | ----------- | --------------- |
| Lokomotiv Krasnojarsk | 3 – 1       | SKVO-Chabarovsk |
| Ėnergija Irkutsk      | 2 – 1 (dts) | Urožaj Barnaul  |

#### Finale
La partita fu giocata il 20 luglio 1958.
| Squadra 1             | Risultato | Squadra 2        |
| --------------------- | --------- | ---------------- |
| Lokomotiv Krasnojarsk | 4 – 2     | Ėnergija Irkutsk |

### Play-off
Le partite videro impegnate la vincitrice della Zona 1 contro quella della Zona 2 (gara disputata il 30 luglio 1958) e la vincitrice della Zona 3 contro quella della Zona 4 (gara disputata il 16 agosto 1958); le vincitrici delle Zone 5 e 6 furono ammesse alla fase finale.
| Squadra 1    | Risultato   | Squadra 2        |
| ------------ | ----------- | ---------------- |
| SKVO Leopoli | 4 – 3 (dts) | SKVO Rostov      |
| Znamja Truda | 1 – 0 (dts) | Torpedo Taganrog |

## Fase finale
Entrarono in scena le 12 squadre della Klass A.

### Ottavi di finale
Le gare furono disputate tra il 25 agosto e l'8 ottobre 1958.
| Squadra 1                | Risultato | Squadra 2        |
| ------------------------ | --------- | ---------------- |
| Lokomotiv Krasnojarsk    | 3 – 0     | Zenit Leningrado |
| Paxtakor                 | 2 – 1     | SKVO Leopoli     |
| Znamja Truda             | 2 – 1     | Moldova Chișinău |
| Dinamo Kiev              | 0 – 4     | Spartak Mosca    |
| Šachtar                  | 1 – 2     | Torpedo Mosca    |
| Admiralteec              | 3 – 1     | Dinamo Tbilisi   |
| Dinamo Mosca             | 2 – 1     | CSK MO Mosca     |
| Kryl'ja Sovetov Kujbyšev | 0 – 2     | Lokomotiv Mosca  |

### Quarti di finale
Le gare furono disputate il 10 e l'11 ottobre 1958.
| Squadra 1       | Risultato | Squadra 2             |
| --------------- | --------- | --------------------- |
| Spartak Mosca   | 4 – 1     | Lokomotiv Krasnojarsk |
| Lokomotiv Mosca | 2 – 1     | Znamja Truda          |
| Admiralteec     | 1 – 6     | Torpedo Mosca         |
| Paxtakor        | 0 – 2     | Dinamo Mosca          |

### Semifinali
Le gare furono disputate il 13 e il 14 luglio 1958.
| Squadra 1     | Risultato   | Squadra 2       |
| ------------- | ----------- | --------------- |
| Spartak Mosca | 2 – 1       | Lokomotiv Mosca |
| Torpedo Mosca | 2 – 1 (dts) | Dinamo Mosca    |

### Finale
| Mosca 2 novembre 1958, ore ?:?                 | Spartak Mosca | 1 – 0 (d.t.s.) referto | Torpedo Mosca | Stadio Centrale Lenin (110000 spett.) |
| \| \| \| \| \| Simonjan 98’ \| Marcatori \| \| |               |                        |               |                                       |
|                                                |               |                        |               |                                       |
| Simonjan 98’                                   | Marcatori     |                        |               |                                       |